# Carlos Urrego
Carlos Urrego (Frontino, Colombia; 16 de agosto de 1988) es un futbolista colombiano. Juega de delantero.

## Clubes
| Club              | País        | Año         |
| ----------------- | ----------- | ----------- |
| Atlético Nacional | Colombia    | 2010        |
| Alianza Petrolera | Colombia    | 2011        |
| Valledupar F. C.  | Colombia    | 2013        |
| Irapuato          | México      | 2014 - 2015 |
| Valledupar F. C.  | Colombia    | 2016        |
| C. D. Dragón      | El Salvador | 2017        |